# Dauniai-szubappenninek
A Dauniai-szubappenninek vagy Dauniai-Appenninek (olaszul Monti Dauni vagy Monti della Daunia) a Campaniai-Appenninek egyik mészkővonulata. Az egykori Capitanata területét foglalja el (ma Puglia régió északnyugati része). Északon a Fortore völgye, keleten a Tavoliere delle Puglie, délen az Ofanto völgye, nyugaton pedig az Appenninek más vonulatai határolják

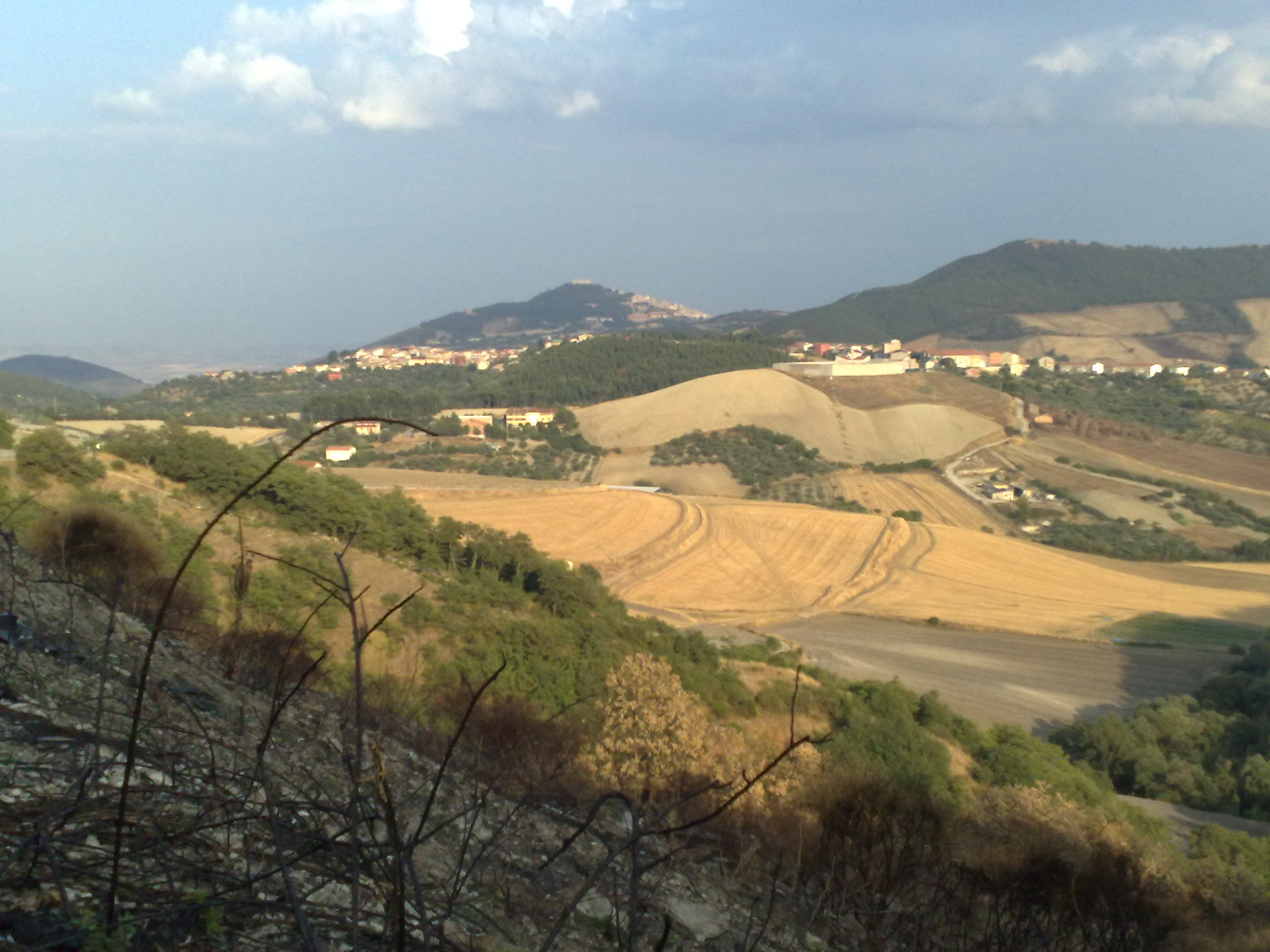
A Dauniai-szubappenninek Accadiánál

Legmagasabb csúcsai:
| Név               | Magasság |
| ----------------- | -------- |
| Monte Cornacchia  | 1.152 m  |
| Monte Saraceno    | 1.145 m  |
| Monte Crispignano | 1.105 m  |
| Toppo Pescara     | 1.078 m  |
| Monte Sidone      | 1.061 m  |
| Monte Vento       | 1.056 m  |
| Monte Pagliarone  | 1.030 m  |
| Monte Tre Titoli  | 1.030 m  |
| Monte San Vito    | 1.015 m  |
| Monte Stillo      | 1.010 m  |